# コロンブス宮殿
コロンブス宮殿またはアルカサル・デ・コロン（Alcázar de Colón）は、ドミニカ共和国の首都サントドミンゴにあり、ユネスコの世界遺産「サントドミンゴの植民都市」の一部であると共に、クリストファー・コロンブスの一家における唯一の既知の住居である。

## 概要
コロンブスの長男のディエゴ・コロンは、イスパニョーラ島に植民地の総督として1509年に着任した。国王フェルナンド2世の命によって与えられたオサマ川河口に近い岸辺の土地にディエゴの住居として建てられたのが、アルカサルである 。現在、この建物はアルカサル・デ・ディエゴ・コロン博物館となり、1950年代に取得されたカリブ海に所在する物としては有数のコレクションとして、ヨーロッパの中世後期とルネッサンスの芸術作品が展示されている。
タペストリーのコレクション（15世紀から17世紀にかけて）はカリブ海では他に見られないもので、シャルル・ルブランによって作成されたカルトゥーシュや、フランドルのファン・デン・ヘッケ家によって作成された作品が含まれている。アルカサルはサントドミンゴで最も訪問者数の多い美術館である。
宮殿は、かつて50以上の部屋といくつかの庭園と中庭を含むサンゴ質石灰岩で作られた建物だったが、現存するのはかつての約半分の規模である 。ディエゴは1509年に第4代総督になり、総督および家族の住居として、1510年から建設が始まり、1512年には家族と共に住み始めたが、工事は1514年まで行われた 。建築様式は、16世紀初頭の典型的なムデハル様式のゴシック建築である。
スペイン植民地時代の初期、邸宅は歴史的に見ても非常に重要な場所であり、征服や探検のための遠征がここで多く計画された。1586年、宮殿はフランシス・ドレーク卿とその配下によって略奪された 。サントドミンゴの影響力が弱まると家は廃墟になり、18世紀半ばまでに放棄され、崩壊する危険があった。1955年から1957年にかけて修復され、年代にあった古い家具、美術品、その他の付属品で満たされた22室の博物館に生まれ変わった。各部屋の機能を説明するポータブルオーディオプレイヤーを使用したセルフガイドツアーは、さまざまな言語で利用できる。

## ギャラリー

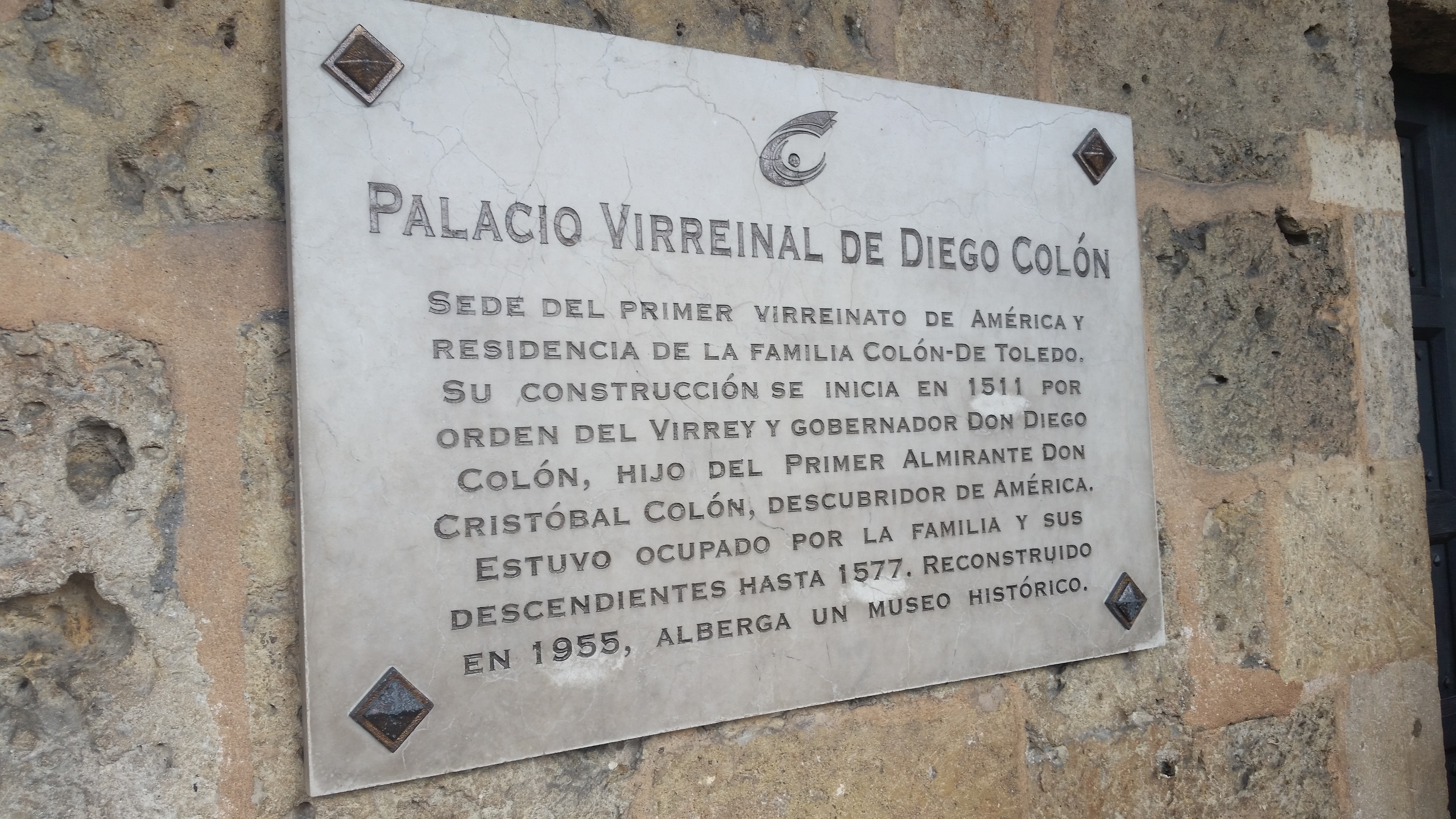
コロンブス宮殿の歴史標識
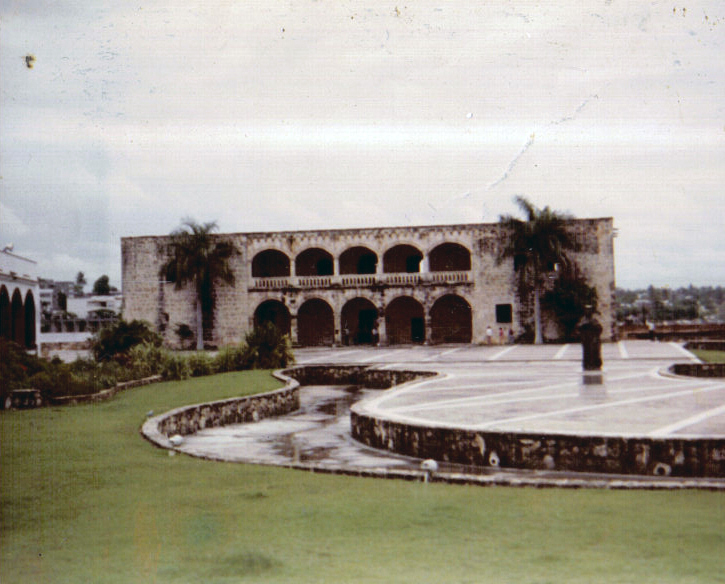
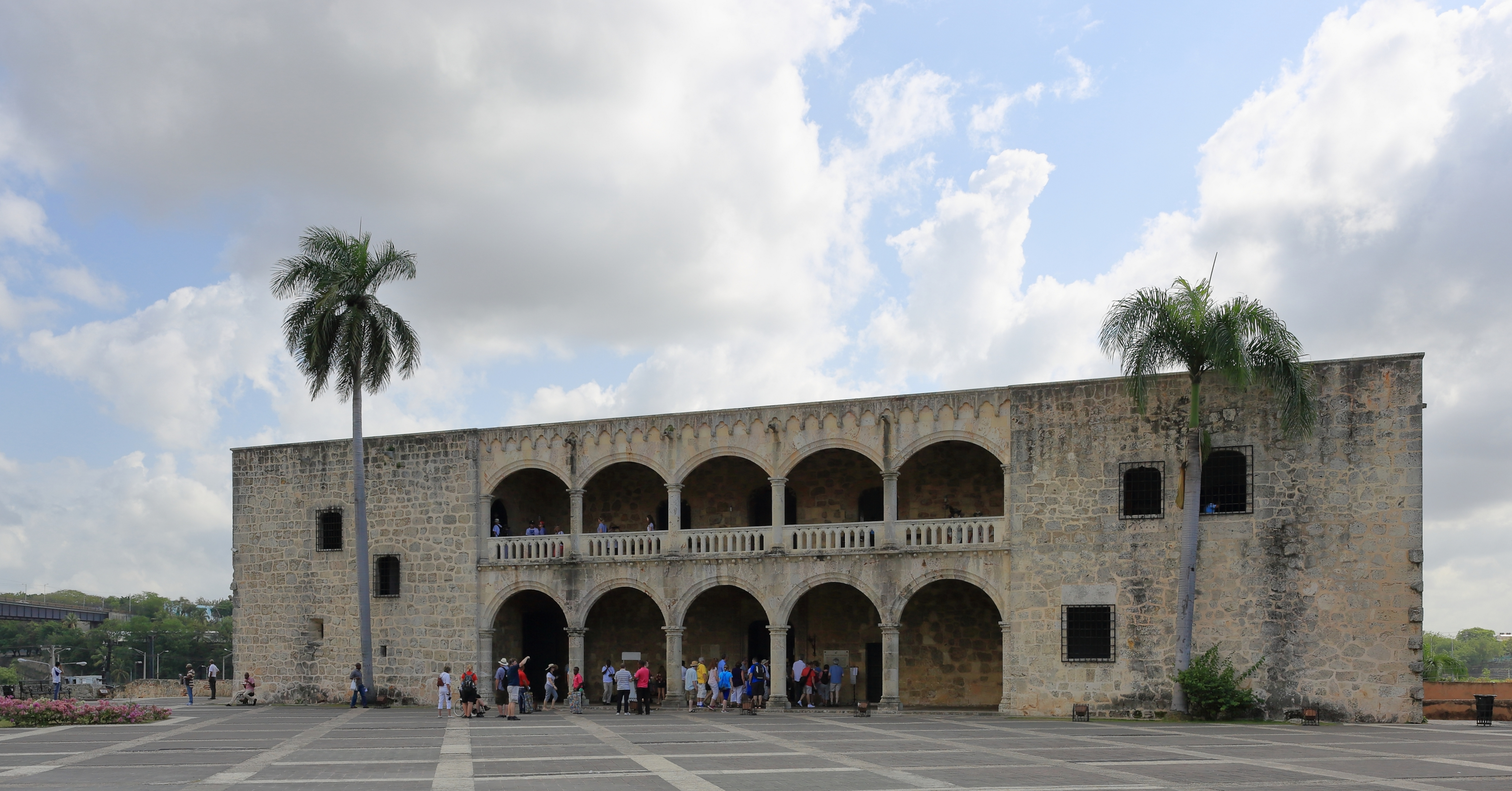
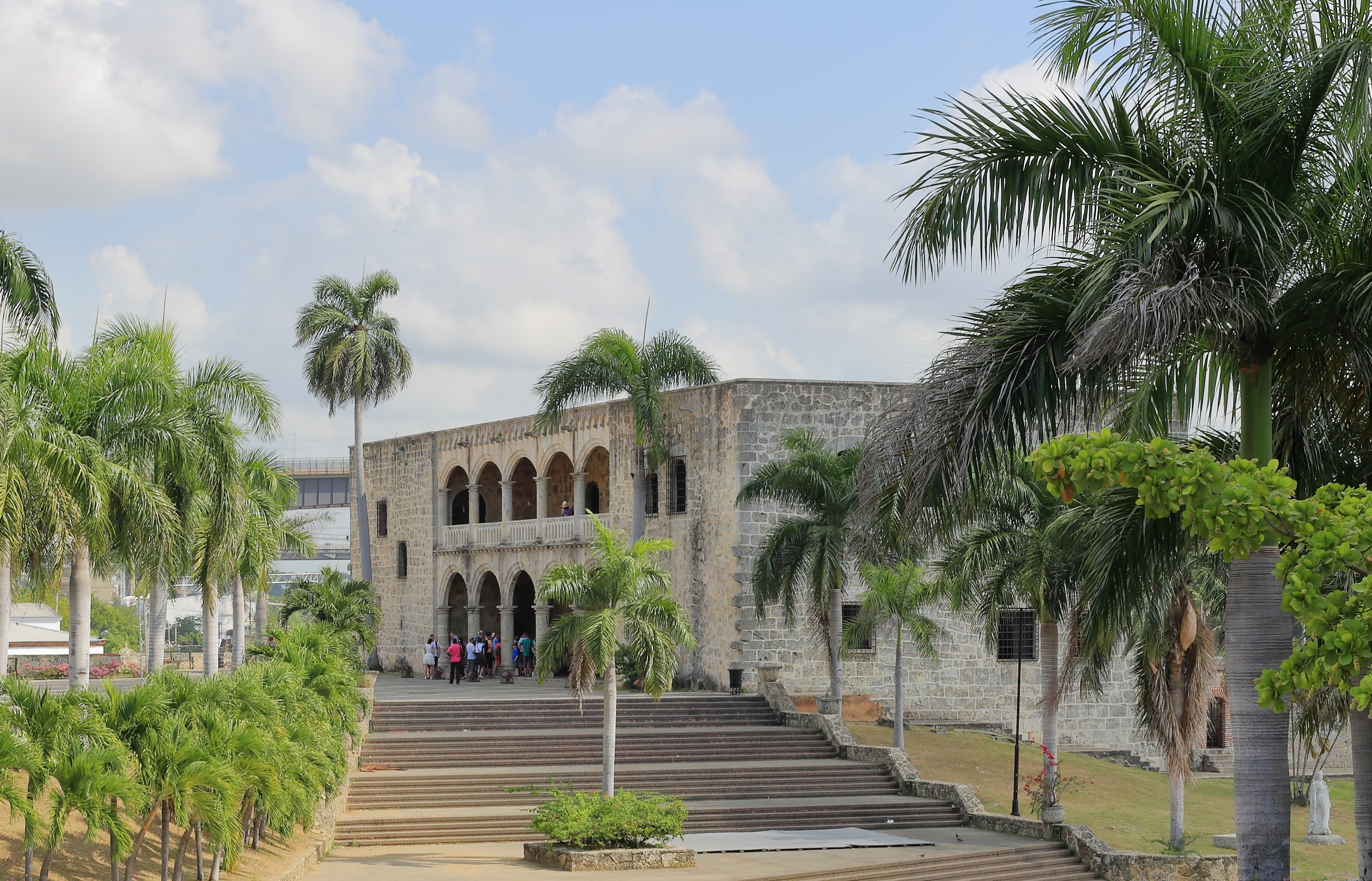
南側より望む
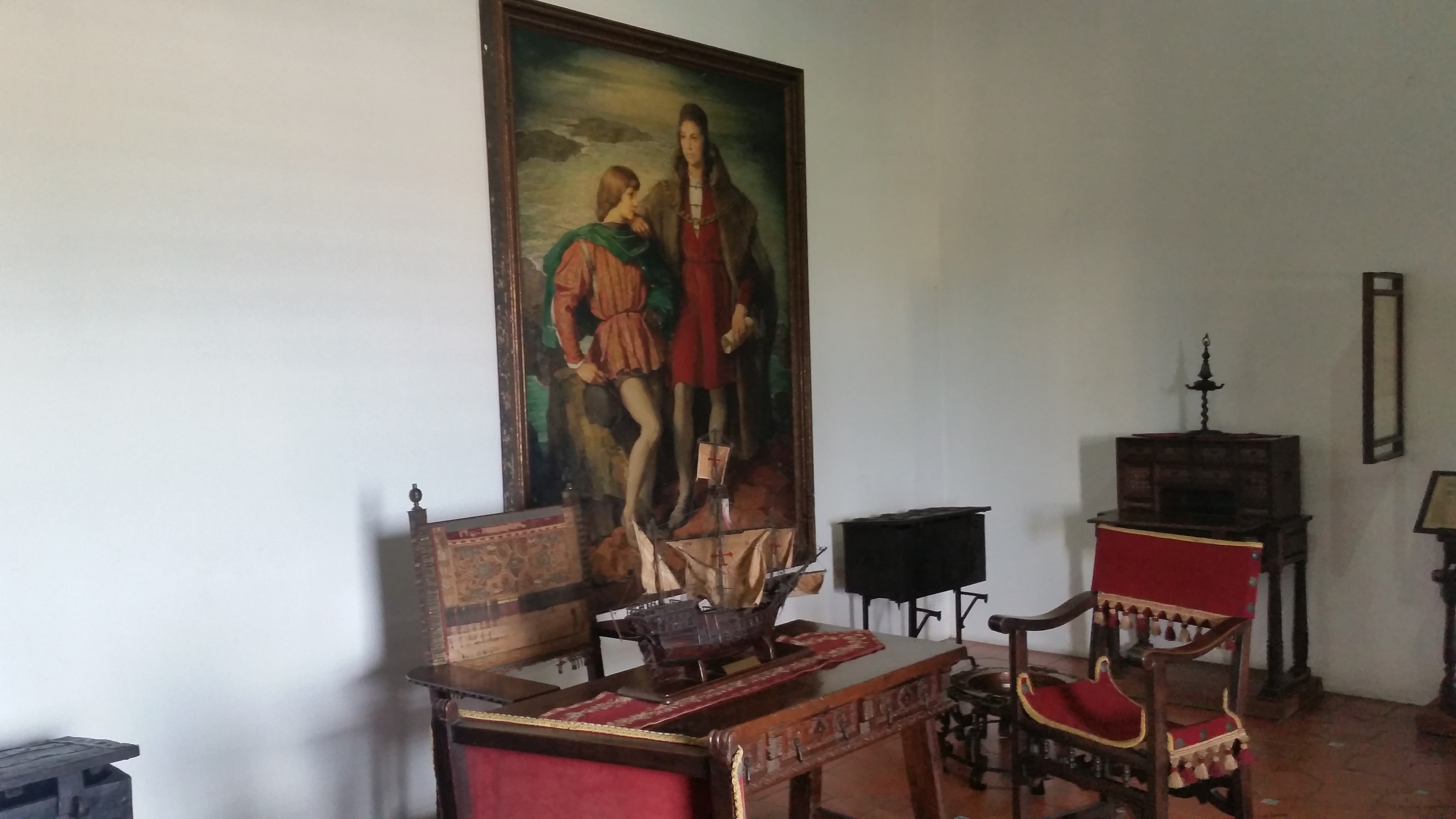
宮殿内部
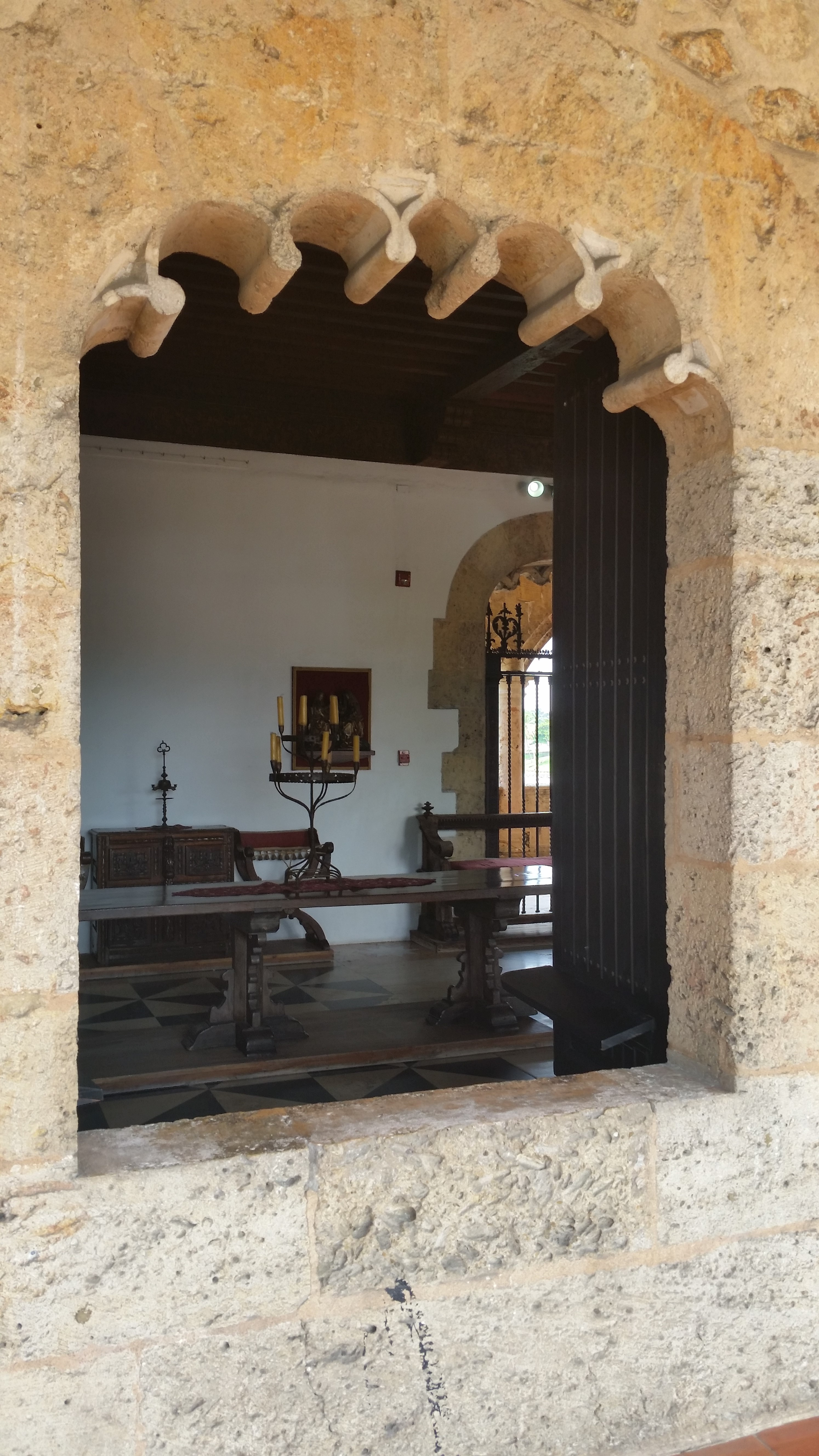
宮殿の窓から
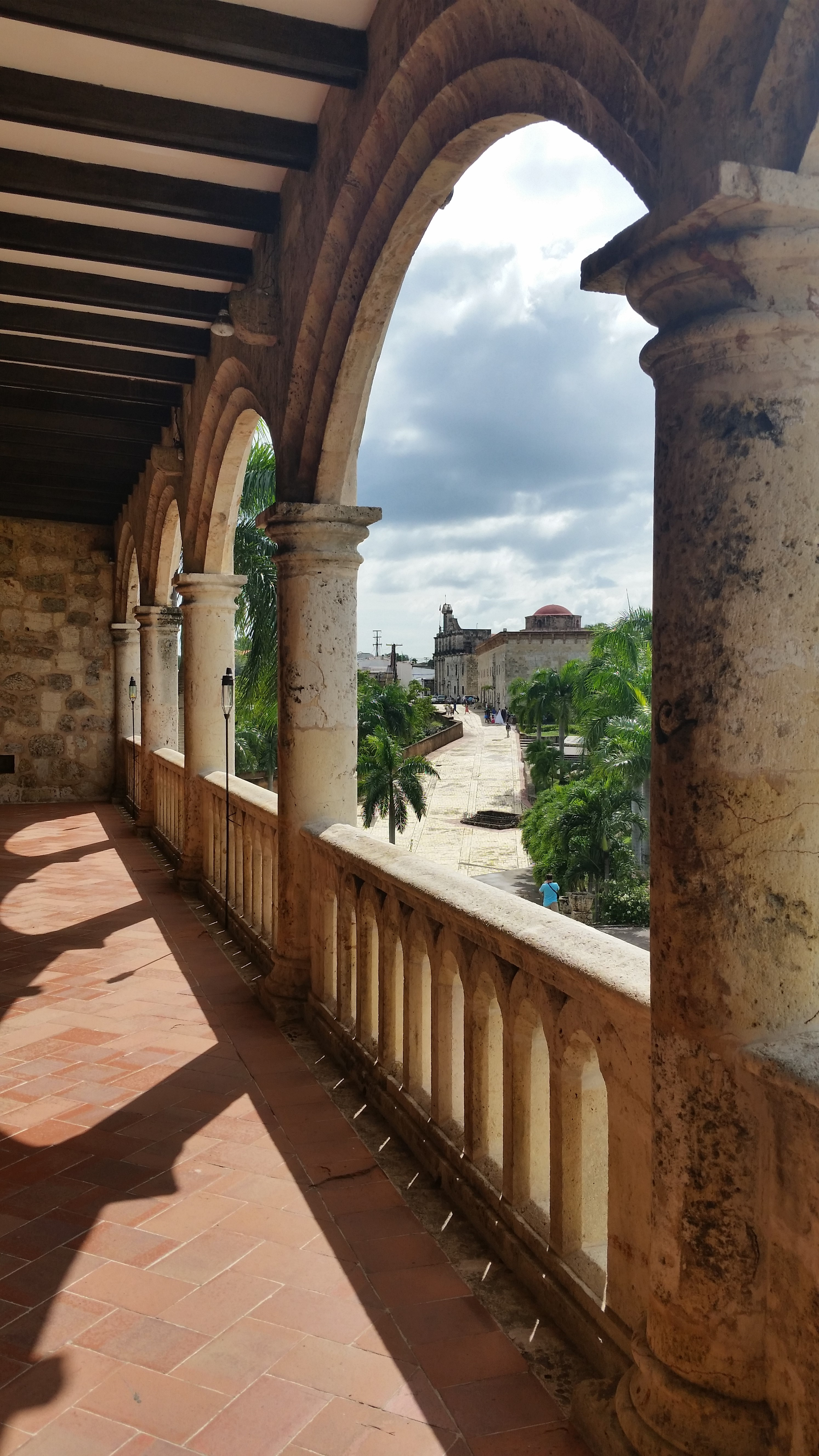
宮殿のバルコニー